# ウルシュ・ヴェゼール広場駅
座標: 北緯47度30分10秒 東経19度08分08秒 / 北緯47.5028度 東経19.1356度
ウルシュ・ヴェゼール広場駅（-ひろばえき）とはハンガリー共和国ブダペスト県ブダペスト市に位置するブダペスト地下鉄2号線とブダペスト郊外電車ゲデレー線の駅である。

## 駅構造
ブダペスト地下鉄2号線は島式ホーム1面2線となっている。

## 駅周辺
- ウルシュ・ヴェゼール広場
- アールカード（ショッピングセンター）
- イケア

## 歴史
- 1970年4月2日 - 2号線開業。

## 隣の駅
ブダペスト地下鉄
■2号線
ピランゴー通駅 - ウルシ・ヴェゼール広場駅
ブダペスト郊外電車
■ゲデレー線
ウルシ・ヴェゼール広場駅 - ラージュマーニョシュ橋駅